# Omar Bogle
Omar Bogle (Sandwell, Inglaterra, 26 de julio de 1993) es un futbolista británico que juega de delantero en el Crewe Alexandra F. C. de la League Two de Inglaterra.

## Trayectoria

### Inicios
Bogle comenzó su carrera a los 14 años en las inferiores del West Bromwich Albion, para luego pasar dos temporadas en la academia del Birmingham City. Entre el 2011 y 2012 jugó en la academia del Celtic de Escocia.
Bogle volvió a Inglaterra a jugar por el amateur Hinckley United. En su tiempo en el club llamó la atención del entrenador del Solihull Moores, quien fichó al jugador por tres años. Con el Solihull ganó el premio a jugador de la temporada 2014-15 de la Conference North, y además fue el goleador con 29 goles.

### Grimsby Town
Fichó por el Grimsby Town para la temporada 2015-16 por tres años, club donde logró el ascenso a la League Two, derrotando al Forest Green Rovers en la final de los play offs de 2016 por 3-1 en el estadio de Wembley, con esto el Grimsby regresó a la Football League luego de seis años.

### Wigan Athletic
En enero de 2017 Bogle fue transferido al Wigan Athletic.

### Cardiff City
El 17 de agosto de 2017, Bogle fichó por el Cardiff City de la Championship por tres años. Debutó unos días después en la derrota por 2-1 ante el Burton Albion.

### Peterborough United
El 1 de febrero, se fue a préstamo al Peterborough United hasta el final de la temporada 2017-18. Anotó su primer gol con el club en la victoria por 2-1 al Walsall el 27 de febrero de 2018.

### Birmingham City
Se unió a préstamo al Birmingham City el 7 de agosto de 2018. Debutó con el club en el segundo tiempo de la derrota por la mínima ante el Middlesbrough. Anotó su primer gol para el Birmingham el 26 de diciembre, con un tiro de larga distancia para sentenciar el 2-0 de local al Stoke City.

### Portsmouth
En enero de 2019 se canceló su cesión al Birmingham y se marchó cedido al Portsmouth hasta final de temporada.

### ADO Den Haag
El 31 de enero de 2020, el ADO Den Haag anunció su llegada como cedido hasta final de temporada.
En su regreso a Cardiff, fue desvinculado del club al término de la temporada 2019-20.

## Estadísticas
Actualizado al último partido disputado el 29 de diciembre de 2018.
| Grimsby Town Inglaterra                                                       | 5.ª           | 2015-16       | 41  | 13 | 4 | 1 | - | - | 8 | 5 | 53  | 19 |
| Grimsby Town Inglaterra                                                       | 4.ª           | 2016-17       | 27  | 19 | 1 | 0 | 1 | 0 | 1 | 0 | 30  | 19 |
| Grimsby Town Inglaterra                                                       | Total club    | Total club    | 68  | 32 | 5 | 1 | 1 | 0 | 9 | 5 | 83  | 38 |
| Wigan Athletic Inglaterra                                                     | 2.ª           | 2016-17       | 14  | 3  | - | - | - | - | - | - | 14  | 3  |
| Wigan Athletic Inglaterra                                                     | Total club    | Total club    | 14  | 3  | - | - | - | - | - | - | 14  | 3  |
| Cardiff City Gales                                                            | 2.ª           | 2017-18       | 10  | 3  | 1 | 0 | 1 | 0 | - | - | 12  | 3  |
| Cardiff City Gales                                                            | 1.ª           | 2018-19       | 0   | 0  | 0 | 0 | 0 | 0 | - | - | 0   | 0  |
| Cardiff City Gales                                                            | Total club    | Total club    | 10  | 3  | 1 | 0 | 1 | 0 | - | - | 12  | 3  |
| Peterborough United Inglaterra                                                | 3.ª           | 2017-18       | 9   | 1  | 0 | 0 | 0 | 0 | 0 | 0 | 9   | 1  |
| Peterborough United Inglaterra                                                | Total club    | Total club    | 9   | 1  | 0 | 0 | 0 | 0 | 0 | 0 | 9   | 1  |
| Birmingham City Inglaterra                                                    | 2.ª           | 2018-19       | 15  | 1  | 0 | 0 | 1 | 0 | - | - | 16  | 1  |
| Birmingham City Inglaterra                                                    | Total club    | Total club    | 15  | 1  | 0 | 0 | 0 | 0 | - | - | 16  | 1  |
| Total carrera                                                                 | Total carrera | Total carrera | 116 | 40 | 6 | 1 | 2 | 0 | 9 | 5 | 134 | 46 |
| (1) Incluye datos de FA Trophy, play offs de la National League y EFL Trophy. |               |               |     |    |   |   |   |   |   |   |     |    |